# Crni Vrh (Berane)
Crni Vrh es un pueblo ubicado en el municipio de Berane, en Montenegro.

## Demografía
Hasta 2011 la población era de 74 habitantes, conformada por 27 hogares y 43 viviendas.
| 337                                                              | 366 | 319 | 287 | 217 | 155 | 144 | 74 |
| (Fuente: Population statistics of Eastern Europe & former USSR.) |     |     |     |     |     |     |    |

| Etnicidad                                           | Número | Porcentaje |
| --------------------------------------------------- | ------ | ---------- |
| Serbios                                             | 85     | 59,02 %    |
| Montenegrinos                                       | 52     | 36,11 %    |
| Húngaros                                            | 1      | 0,69 %     |
| Otros                                               | 6      | 4,17 %     |
| Fuente: Republic of Montenegro. Statistical Office. |        |            |